# Senge Takatomi
Senge Takatomi est un nom japonais traditionnel ; le nom de famille (ou le nom d'école), Senge, précède donc le prénom (ou le nom d'artiste).

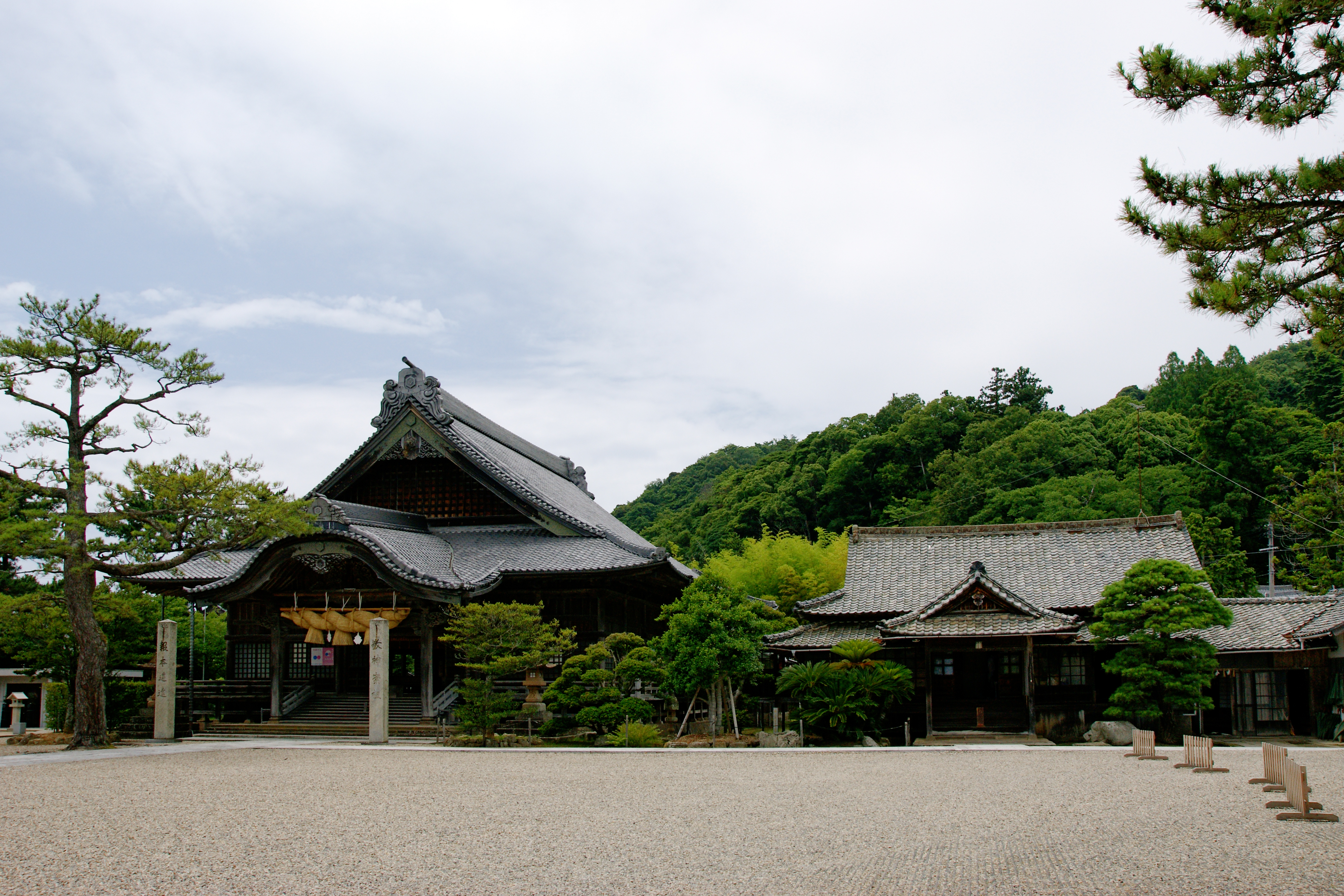
Siège de l' dans la préfecture de Shimane.

Le baron Senge Takatomi (千家尊福) (7 septembre 1845 - 3 janvier 1918) est un homme politique et personnalité religieuse shinto japonais.
Prêtre du sanctuaire Izumo-taisha, il fonde en 1882 l'Izumo-taishakyo (en), un groupe shinto, puis la « Société du Jeudi » (Mokuyōkai) en 1898 et qui regroupe essentiellement des barons.
Membre de la chambre des pairs du Japon, il fut gouverneur de la préfecture de Saitama de 1894 à 1897, puis de la préfecture de Shizuoka de 1897 à 1898, puis gouverneur de Tokyo de 1898 à 1908, et brièvement ministre de la Justice en 1908.